# Johann Friedrich Böttger
Johann Friedrich Böttger, född 4 februari 1682 i Schleiz, död 13 mars 1719 i Meissen, var en tysk alkemist (guldmakare). 

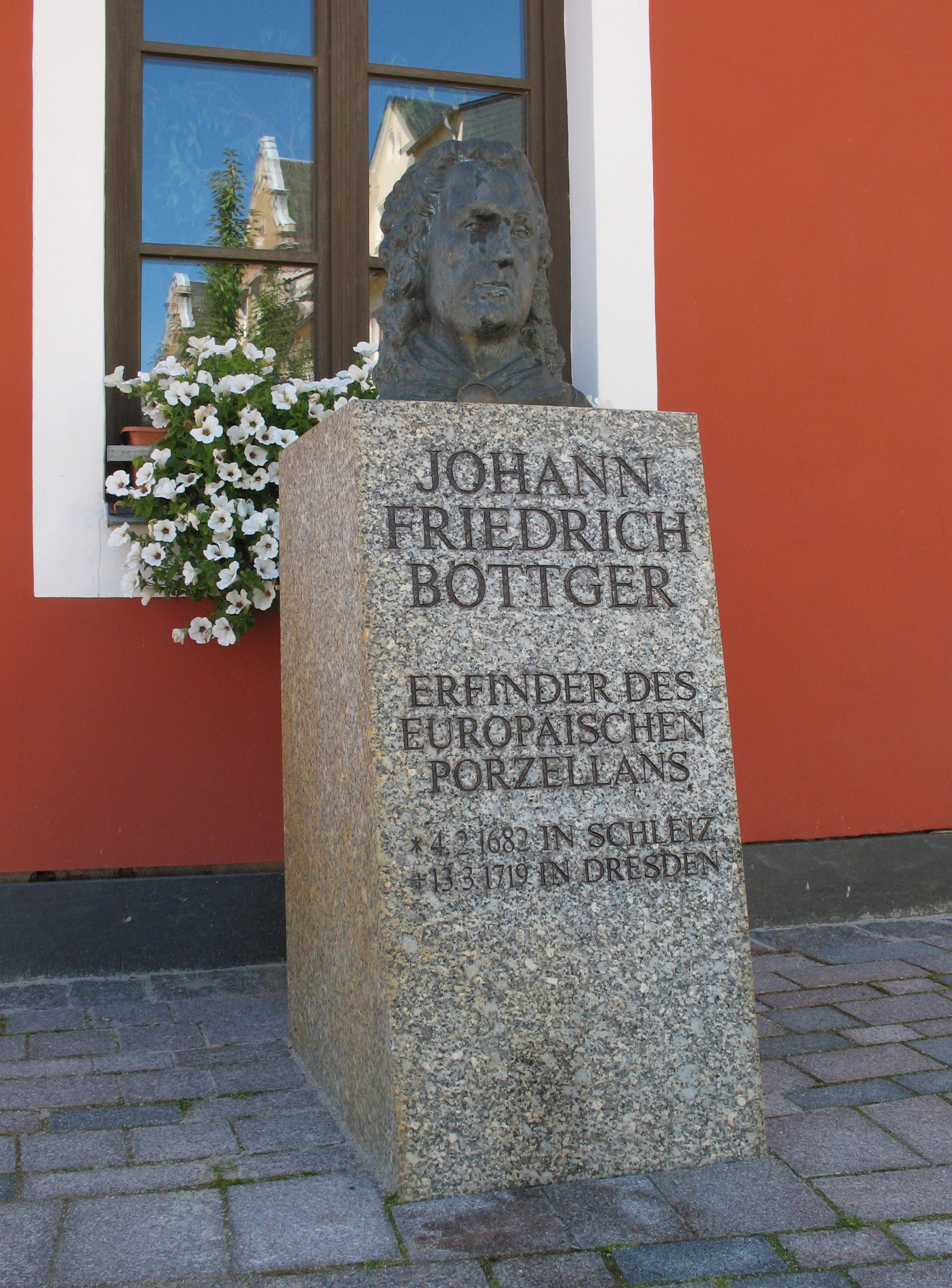
Minnesmärke i Schleiz

Böttger flydde från Preussen, sedan han misslyckats med att göra guld åt Fredrik I. Han infångades istället av August den starke av kurfurstendömet Sachsen 1701. När han inte heller där lyckades göra guld sattes han att lösa gåtan med hur man gör porslin. Böttger fanns på borgen Königstein vid Karl XII:s angrepp 1706. Efter svenskarnas avtåg flyttades han 1707 till Tschirnhausens laboratorium i Dresden som låg i den gamla bastionen Jungfernbastei under nuvarande Brühlsche Terrasse. De tillsammans lyckades 1708 framställa rött porslin - stengods och året därpå vitt, äkta porslin. Detta blev grunden till den tyska porslinsindustrin och Böttger blev chef för porslinsfabriken i Meissen.
Asteroiden 5194 Böttger är uppkallad efter honom.